# Karl Gustav Himly
Karl Gustav Himly (né le 30 avril 1772 – mort le 22 mars 1837) est un chirurgien et ophtalmologue allemand natif de Brunswick.

## Biographie
Karl Himly étudie la médecine à l'université de Wurtzbourg sous la direction de Karl Kaspar von Siebold (en) (1736–1807), et à l'université de Göttingen sous August Gottlieb Richter (1742–1812). En 1795, il devient professeur à l'hôpital de Brunswick, puis succède à Christoph Wilhelm Hufeland (1762–1836) comme professeur de médecine à l'hôpital d'Iéna en 1801.
À partir de 1803, il enseigne la chirurgie à l'université de Göttingen, où il travaille avec Konrad Johann Martin Langenbeck (1776–1851) et August Richter. En 1809, Himly est une personnalité clé lors de la création d'un nouvel hôpital à Göttingen. On compte parmi ses étudiants les plus connus Karl Friedrich Heusinger (1792–1883), Christian Georg Theodor Ruete (en) (1810–1867) et Friedrich August von Ammon (1799–1861).
Himly est un pionnier dans le domaine de l'ophtalmologie. On lui doit l'utilisation de mydriatiques (produits pour dilatation de pupille ou mydriase) dans la médecine européenne. Il étudie également les possibilités concernant la greffe cornéenne. En 1802, avec Johann Adam Schmidt (en) (1759–1809), il commence à publier Ophthalmologische Bibliothek, un périodique qui deviendra le premier magazine consacré à la médecine ophtalmologique en Allemagne. De 1809 à 1814, il publie Journal für praktische Heilkunde avec Christoph Hufeland.
Himly meurt à Göttingen en 1837. Son fils, Ernst August Wilhelm Himly (de) (1800–1881), est un physiologiste notable.